# Iulian Apostol
Iulian Apostol (n. 3 decembrie 1980, Galați, România) este un fotbalist român retras din activitate. De asemenea a fost și component al echipei naționale de fotbal a României în perioada 2009-2011.
A debutat la echipa națională de fotbal ca titular în meciul cu Lituania de la Marijampolė, încheiat cu victoria echipei naționale de fotbal a României cu scorul de 1-0.
Pe 31 august 2010 a semnat pentru Steaua alături de alți cinci jucători de la Unirea Urziceni: Galamaz, Ricardo Gomes, Marinescu, Bilașco și Onofraș. A plecat de la Steaua după doar șase luni.

## Performanțe internaționale
A jucat pentru Unirea Urziceni în grupele UEFA Champions League 2009-10, contabilizând 6 meciuri în această competiție.

## Titluri
| Sezon   | Club            | Titlu  |
| ------- | --------------- | ------ |
| 2008-09 | Unirea Urziceni | Liga I |